# Regió Central (Malawi)
La Regió Central de Malawi, amb una població de 7.523.340 habitants (2018), té una superfície de 35.592 km². La seva capital és Lilongwe, que també és la capital nacional. La regió té una sortida al llac Malawi i limita amb els països veïns de Zàmbia i Moçambic. L'ètnia chewa constitueix la majoria de la població actual.

## Geografia
La regió central limita al nord amb la Regió Nord, a l'est amb el llac Malawi, al sud-est amb la Regió Sud, al sud-oest amb Moçambic i a l'est amb Zàmbia.
La Regió Central es troba a cavall de l'extrem occidental del Rift d'Àfrica Oriental. El llac Malawi ocupa la major part de la vall del rift, amb una plana estreta que recorre la seva riba occidental. Gran part de la regió es troba en un altiplà, conegut com l'altiplà de la Regió Central o la plana de Lilongwe. L'altiplà cobreix 23.310 km². Un cinturó de turons separa l'altiplà de les terres baixes de la vall del Rift a l'est. Els rius Dwangwa, Bua i Lilongwe drenen l'altiplà, desembocant cap a l'est, al llac Malawi.
El límit sud-oest de la regió és muntanyós, incloent l'extrem nord de la serralada Kirk i el mont Dedza de 2.198 msnm.

## Administració
Dels 28 districtes de Malawi, 9 es troben a la Regió Central: Dedza, Dowa, Kasungu, Lilongwe, Mchinji, Nkhotakota, Ntcheu, Ntchisi i Salima.

## Població
| Any  | Població  | % Creixement |
| ---- | --------- | ------------ |
| 1977 | 2.143.716 | —            |
| 1987 | 3.110.986 | +3.79%       |
| 1998 | 4.066.340 | +2.46%       |
| 2008 | 5.497.252 | +3.06%       |
| 2018 | 7.523.340 | +3.19%       |

### Grups ètnics
Segons el cens del 2018 de Malawi la distribució de la població de la Regió Central per etnicitat era:
- 71.5% Chewes
- 14.6% Ngonis
- 4.9% Wa yao
- 3.2% Tumbukes
- 3.1% Lomwes
- 0.9% Tonga
- 0.5% Senes
- 0.4% Sukwes
- 0.4% Mang'anja
- 0.2% Nyanjes
- 0.1% Nyakyuses
- 0.1% Lambyes
- 0.2% Altres

## Economia
El cultiu del tabac és la principal font d'ingressos de Malawi. L'any 2006 uns 375.000 petits agricultors vivien del cultiu del tabac, cobrint així el 68% dels ingressos d'exportació del país. Tot i que el tabac es conrea a tot el país, els darrers anys el cultiu i la transformació s'han concentrat cada cop més a la Regió Central i especialment a Kasungu. El mercat de subhastes de tabac més gran es troba a Kanengo, als afores de Lilongwe.
El cultiu del te només té un paper menor. Als districtes de Dedza i Ntchisi el cafè és cultivat per petits productors. La mandioca és un aliment bàsic que competeix amb el blat de moro. El 2006 es va construir una planta de producció de midó a Nkhotakota per a l'ús industrial de la mandioca . Una altra fàbrica més petita es troba a la Lilongwe. Cada any es cullen unes 17.000 tones de soja als districtes de Kasungu i Ntchisi. Els cacauets també es cultiven a Kasungu i als voltants de Lilongwe.
Per tal de reduir la seva dependència de les importacions de petroli, Malawi produeix etanol a partir de sucre des de 1982. La producció, d'11,8 milions de litres anuals, es distribueix en dues fàbriques, prop de Dwangwa, al districte de Nkhotakota i Chikwawa a la regió del sud.